# 炎尾燃
炎尾燃（ほのお もゆる）は、『燃えよペン』などの島本和彦の作品に登場するキャラクター。

## 概要
島本作品に登場する架空の漫画家であり、島本和彦自身の経歴や実体験が投影された作者の代理として登場することもあるが、一方で後書き漫画などにおいては島本本人と同時に存在して会話していることもある。漫画家としての経験は長いようだが、年齢等は一切語られていない（『燃えよペン』においては、27歳と宣言するシーンがある）。
彼の関わるエピソードは、島本和彦の実際のエピソードを使用しているものも多いが、行動や結論は全てが同一というわけでもない（島本和彦曰く、「炎尾はまだ若いから」とのこと）。
外見は、おおむね仕事場ではラグビーのヘッドギアと赤のジャージ姿。特にヘッドギアは寝るときや風呂場でも取らないが、それほど重要な意味も無く、外すこともある。この格好は『燃えよペン』の第1話の制作段階で、作中の漫画原稿に描かれていたラグビー選手が非常に良い絵であったため、主人公の漫画家を急遽このラグビー選手の姿に変更したという経緯によるものである。

## 主人公としての炎尾燃
下記のゲストキャラクターとしての炎尾燃は、時系列がわかりにくくなっているが、主人公として登場する場合は時系列が明確となっている。
ただし、当初『燃えよペン』と『吼えろペン』の炎尾は、性格に差があるため似た別の存在という可能性が示唆されていた。その後、『燃えよペン』の設定（漫画『ワイルドピッチ』など）を用いるようになり、『アオイホノオ』のあとがきで1人のキャラクターとして統一された。
以下は、作中の時系列順。

### 『アオイホノオ』
『アオイホノオ』では、大阪に在する大作家芸術大学に通う大学生「焔 燃（ホノオ モユル）」として登場。映像計画学科に所属。同期に庵野秀明や山賀博之がおり、映像作品の製作実習では南雅彦と同じ班になる。

### 『燃えよペン 第2部』
『燃えよペン 第2部』では、デビュー直後の新人。
アシスタントの経験が無いことから、編集に連れられ、ある漫画家のもとに送られる。

### 『燃えよペン』
『燃えよペン』の時点ですでに数本の連載を抱えており、OVA（実際にはモデルとなった『炎の転校生』がそうであったようにレーザーディスクのみでの販売となるOLA:Original LaserDisc Anime）ながらも作品がアニメ化されている。
アシスタントたちには非常に厳しく、時にムチャクチャな要求を出したり、無謀な方法で技術を叩き込んだりする。

### 『吼えろペン』
『吼えろペン』でもその勢いは衰えておらず、炎プロもその大きさを増している。勢いは衰えていないが、年齢並みの落ち着きと年季ゆえの風格はそれなりにある。
しかし、若い頃に通用していたアシスタントへの技術の伝授が、現在の若年層には通じない事があるなど、時折ジェネレーションギャップに悩むこともある。

### 『新・吼えろペン』
基本的には、『吼えろペン』と同じ性格。
漫画『ワイルドピッチ』が『逆上ナイン』という名で映画化され、自身も解説者として登場することとなる。

## ゲストキャラクターとしての炎尾燃
ゲストキャラクターとしての登場であり、時系列も不明であれば、上記の主人公としての炎尾燃と同一人物かどうかも不明。
炎の転校生 巻末特別ふろく（文庫版『炎の転校生』収録）
島本と語り合う形式で、『炎の転校生』の原型の『必殺の転校生』に対するコメント・ダメ出しなどを行っている。
ワンダービット
以下の2編に登場している。
- 「霊界トトカルチョ」では、賭けの対象の1人であり、誘惑などの罠にはまりそうにもなっている。
- 「魂を売り渡した男」では、アシスタントと編集を連れ、首藤レイのいるカラオケ屋で、カラオケ対決をしている。

燃えろ!マナー部
マナー部の顧問として登場。マナー部部員にマナーを教えている。
アニメ店長
ゲストキャラクターとしてたびたび登場。サイン会をきっかけとして兄沢命斗の店にもたびたび顔をみせる。
逆境ナイン（映画）
解説役として登場。不屈闘志の予選での勇姿を熱く解説していた。

## 演者
川谷修士（2丁拳銃）
『燃えろ!マナー部』でナレーションとして演じている。
島本和彦
- 『燃えよペン』竹書房版単行本に収録された実写版で演じている。他にアシスタントや編集者、ライバル漫画家・うかつ賢二などもモデルになった人物が演じている。
- 映画『逆境ナイン』で解説役として演じている。なおクレジットでは炎尾燃名義となっている。

柳楽優弥
ドラマ版『アオイホノオ』で焔モユルを演じる。